# Φ-Meson
Das {\displaystyle \phi }-Meson, auch Phi-Meson, ist ein Meson, das aus einem Strange-Quark {\displaystyle s} und dem entsprechenden Anti-Quark {\displaystyle {\bar {s}}} besteht und Spin 1 besitzt (Vektormeson).
Da das {\displaystyle \phi }-Meson u. a. ein Strange-Quark enthält, gehört es zu den seltsamen Teilchen. Da es aus einem Quark und seinem Antiquark besteht, handelt es sich darüber hinaus um ein Quarkonium.

## Symbol
Für den griechischen Kleinbuchstaben Phi gibt es zwei Schreibvarianten: {\displaystyle \phi } und {\displaystyle \varphi }. Für das {\displaystyle \phi }-Meson ist die Variante mit durchgehendem vertikalen Strich () üblich. (Falls in diesem Artikel die andere Variante erscheint, hat das mit dem verwendeten Browser zu tun.)

## Beschreibung
Im Quarkmodell sind das {\displaystyle \phi }- und das ω-Meson Mischungen der drei Quark-Antiquark-Zustände uu, dd und ss
der Up-, Down- und Strange-Quarks. Beide Mischungen haben jeweils eine Hyperladung {\displaystyle Y=0} sowie einen Isospin {\displaystyle I=0} und stehen im Multiplett der Vektormesonen an der gleichen Stelle wie das neutrale ρ-Meson {\displaystyle \rho ^{0}}.
Die drei zueinander orthogonalen Linearkombinationen der o. g. Quark-Antiquark-Zustände werden dabei wie folgt identifiziert:
{\displaystyle (u{\bar {u}}-d{\bar {d}})/{\sqrt {2}}} mit dem {\displaystyle \rho ^{0}}-Meson
{\displaystyle (u{\bar {u}}+d{\bar {d}}-2s{\bar {s}})/{\sqrt {6}}} mit {\displaystyle \omega _{8}}, einem Zustand des ω-Mesons im SU(3)-Oktett
{\displaystyle (u{\bar {u}}+d{\bar {d}}+s{\bar {s}})/{\sqrt {3}}} mit {\displaystyle \omega _{1}}, einem Zustand des ω-Mesons im SU(3)-Singulett.
Die physikalischen (Massen-)Zustände {\displaystyle \phi } und ω ergeben sich wiederum als Linearkombinationen von {\displaystyle \omega _{8}} und {\displaystyle \omega _{1}}:
{\displaystyle \left({\begin{array}{cc}\cos \theta _{\mathrm {V} }&-\sin \theta _{\mathrm {V} }\\\sin \theta _{\mathrm {V} }&\cos \theta _{\mathrm {V} }\end{array}}\right)\left({\begin{array}{c}\omega _{8}\\\omega _{1}\end{array}}\right)=\left({\begin{array}{c}\phi \\\omega \end{array}}\right).}
Der so eingeführte Mischungswinkel {\displaystyle \theta _{V}} hat einen experimentellen Wert, der mit etwa 39° fast dem idealen Mischungswinkel von ≈35,3° ({\displaystyle \tan \theta _{V}=1/{\sqrt {2}}}) entspricht. Das {\displaystyle \phi }-Meson besteht also fast ausschließlich aus einem Strange-Antistrange-Quarkpaar, und die Flavour-Wellenfunktion kann geschrieben werden als
{\displaystyle |\phi \rangle \approx |s{\bar {s}}\rangle }.
Das {\displaystyle \phi }-Meson wurde zuerst im Jahre 1963 am Lawrence Radiation Laboratory in Kaon-Proton-Reaktionen nachgewiesen.

### Zerfallskanäle
{\displaystyle \phi }-Mesonen zerfallen unter der starken Wechselwirkung. Der Zerfall erfolgt überwiegend in zwei Kaonen, entweder die geladenen Κ+ / Κ− (48,9 %) oder die neutralen Κ0L / Κ0S (34,2 %), und zu einem geringeren Teil entweder in ein ρ-Meson und ein Pion oder in drei Pionen (15,4 %). Letztere beide Zerfallskanäle in Mesonen ohne Strangeness sollten auf Grund ihres höheren Q-Wertes eigentlich dominant sein, werden aber durch die OZI-Regel unterdrückt.

## Besonderheiten
Auf Grund der Mischungseffekte der pseudoskalaren η-Mesonen ist das {\displaystyle \phi }-Meson das leichteste Meson, das aus einem Strange-Antistrange-Quarkpaar besteht.